# Nahuel Guzmán
Nahuel Ignacio Guzmán Palomeque (Rosario, 10 de febrer de 1986) és un futbolista argentí, que juga com a porter amb el Tigres UANL de la lliga de Mèxic i amb la Selecció Argentina de Futbol.
El 2012 debuta amb el Newell's Old Boys de la mà del "Tata" Gerardo Martino amb el qual va assolir el seu primer títol de la seva carrera a la final Torneig de 2013. El 2015 jugaria la Copa Libertadores on va caure a la final amb el River Plate. Al Torneig Apertura de Mèxic del 2017 es corona campió de la lliga mexicana contra el Club de Fútbol Monterrey, fita que va aconseguir de nou el 2019 contra el Club León.